# Steven Reinprecht
Steven Edward „Steve“ Reinprecht (* 7. Mai 1976 in Edmonton, Alberta) ist ein ehemaliger kanadischer Eishockeyspieler und derzeitiger -trainer, der im Verlauf seiner aktiven Karriere zwischen 1996 und 2018 unter anderem 713 Spiele für die Los Angeles Kings, Colorado Avalanche, Calgary Flames, Phoenix Coyotes und Florida Panthers in der National Hockey League (NHL) auf der Position des Centers bestritten hat. Darüber hinaus absolvierte er 337 Partien für die Adler Mannheim und Nürnberg Ice Tigers in der Deutschen Eishockey Liga (DEL). Mit der Colorado Avalanche feierte Reinprecht im Jahr 2001 in Form des Stanley Cups den größten Erfolg seiner Karriere. Ebenso gewann er im Jahr 2003 mit der kanadischen Nationalmannschaft den Weltmeistertitel.

## Karriere

### Spielerkarriere

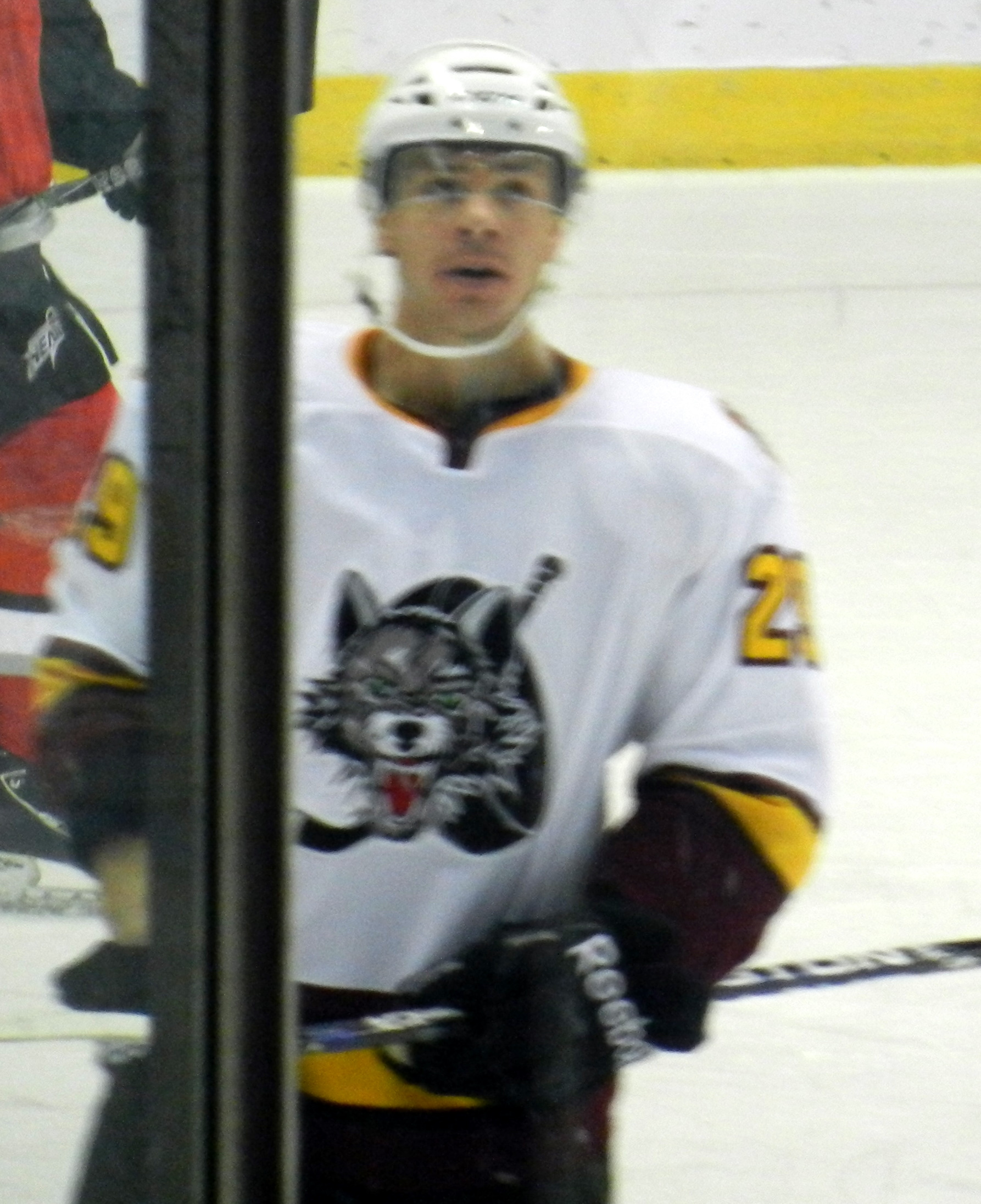
Reinprecht im Trikot der Chicago Wolves (2011)

In seiner Zeit an der University of Wisconsin–Madison spielte Reinprecht dort im Universitätsteam und war einer der herausragenden Spieler der Universitätsliga. Er wurde von keinem NHL-Franchise beim NHL Entry Draft ausgewählt, dennoch boten die Los Angeles Kings dem Free Agent im März 2000 einen Vertrag an. Im Laufe seiner Rookie-Saison 2000/01 machte er auf sich aufmerksam. Als man bei der Colorado Avalanche für die Playoffs aufrüstete und Rob Blake verpflichtete, war er Teil des Pakets, das im Tausch für Adam Deadmarsh und Aaron Miller sowie zwei Erstrunden-Draftrechten wechselte. Er fügte sich nahtlos in den neuen Kader ein und gewann mit Colorado den Stanley Cup. Nachdem er in der Saison 2002/03 erstmals über 50 Punkte erzielt hatte, nahm er auch an der Weltmeisterschaft 2003 teil und gewann dort mit der kanadischen Nationalmannschaft den Titel. 
Zur folgenden Saison gab man ihn an die Buffalo Sabres ab. Noch am selben Tag wurde er mit Rhett Warrener an die Calgary Flames weitergereicht um unter anderem Chris Drury zu den Sabres zu holen. Eine Verletzung hinderte ihn an der Teilnahme an den Playoffs, wo seine Mannschaft knapp im Stanley-Cup-Finale scheiterte. Die Streiksaison 2004/05 verbrachte er in Frankreich beim Hockey Club de Mulhouse. Nach einem weiteren knappen Jahr in Calgary gab man ihn mit Philippe Sauvé für Brian Boucher und Mike Leclerc an die Phoenix Coyotes ab. Ab Januar 2011 spielte er bei den Adler Mannheim auf der Position des Centers. Im Sommer 2011 kehrte er nach Florida in die NHL zurück. Am 23. Oktober 2011 wurde er zusammen mit David Booth in einem Tauschgeschäft gegen Marco Sturm und Mikael Samuelsson zu den Vancouver Canucks abgegeben.
Steven Reinprecht unterschrieb am 26. September 2012 einen Einjahresvertrag in der Deutschen Eishockey Liga (DEL) bei den Nürnberg Ice Tigers. In seinem ersten Saisonspiel gegen die Düsseldorfer EG (6:2) erzielte er ein Tor und bereitete ein weiteres vor. Nachdem die Saison für die Ice Tigers nach dem Ausscheiden in den Pre-Playoffs beendet war, wurde bekannt gegeben, dass Reinprecht eine weitere Spielzeit für die Nürnberger spielen werde. Am 19. Februar 2014 wurde der Vertrag des ligaweit zweitbesten Scorers der Saison 2013/14 um ein weiteres Jahr verlängert. Und Reinprecht blieb weiterhin in Franken. In der Saison 2014/15 wurde er DEL-Topscorer mit 67 Punkten in 52 Spielen. Die DEL-Hauptrunde 2015/16 schloss Reinprecht mit 55 Punkten in 46 Einsätzen als ligaweit zweitbester Spieler in dieser Kategorie ab. Mitte April 2018 beendete Reinprecht seine Profilaufbahn im Alter von 41 Jahren. Die Ice Tigers entschieden, Reinprechts Rückennummer 28 ehrenhalber nicht mehr zu vergeben.

### Trainerkarriere
Im Juni 2018 trat er seinen Dienst als Assistenztrainer an der University of Denver an und gehörte ab April 2019 zusätzlich als Co-Trainer zum Stab der deutschen Nationalmannschaft. Vom Sommer 2019 an bis zum Ende der Saison 2023/24 war Steven Reinprecht für die Colorado Avalanche als Development Coach tätig.
Im Juni 2024 gab die Düsseldorfer EG aus der DEL die Verpflichtung des Kanadiers als Cheftrainer bekannt. Am Ende der Spielzeit 2024/25 stieg die DEG sportlich aus der DEL ab, woraufhin Reinprecht von seinem Amt entbunden wurde.

## Erfolge und Auszeichnungen
| - 1998 Broadmoor-Trophy-Gewinn mit der University of Wisconsin–Madison - 1998 WCHA Second All-Star-Team - 2000 WCHA First All-Star-Team - 2000 WCHA Player of the Year - 2000 NCAA West First All-American-Team - 2001 Stanley-Cup-Gewinn mit der Colorado Avalanche | - 2005 Französischer Meister mit dem Hockey Club de Mulhouse - 2005 Trophée Charles Ramsey - 2005 Ligue Magnus All-Star-Team - 2015 Topscorer der DEL-Hauptrunde - 2018 Sperrung der Trikotnummer 28 durch die Nürnberg Ice Tigers |

### International
- 2003 Goldmedaille bei der Weltmeisterschaft

## Karrierestatistik

### International
Vertrat Kanada bei:
- Weltmeisterschaft 2003

(Legende zur Spielerstatistik: Sp oder GP = absolvierte Spiele; T oder G = erzielte Tore; V oder A = erzielte Assists; Pkt oder Pts = erzielte Scorerpunkte; SM oder PIM = erhaltene Strafminuten; +/− = Plus/Minus-Bilanz; PP = erzielte Überzahltore; SH = erzielte Unterzahltore; GW = erzielte Siegtore; 1 Play-downs/Relegation; Kursiv: Statistik nicht vollständig)